# Gonzalo Yáñez de Aguilar
Gonzalo Yáñez de Aguilar (siglo XIII-ca. 1283), conocido también por su nombre en portugués, Gonçalo Eanes Do Vinhal, fue un trovador, ricohombre de Portugal y Castilla que llegó a ser el I señor de Aguilar y IV señor de Obiña.

## Biografía

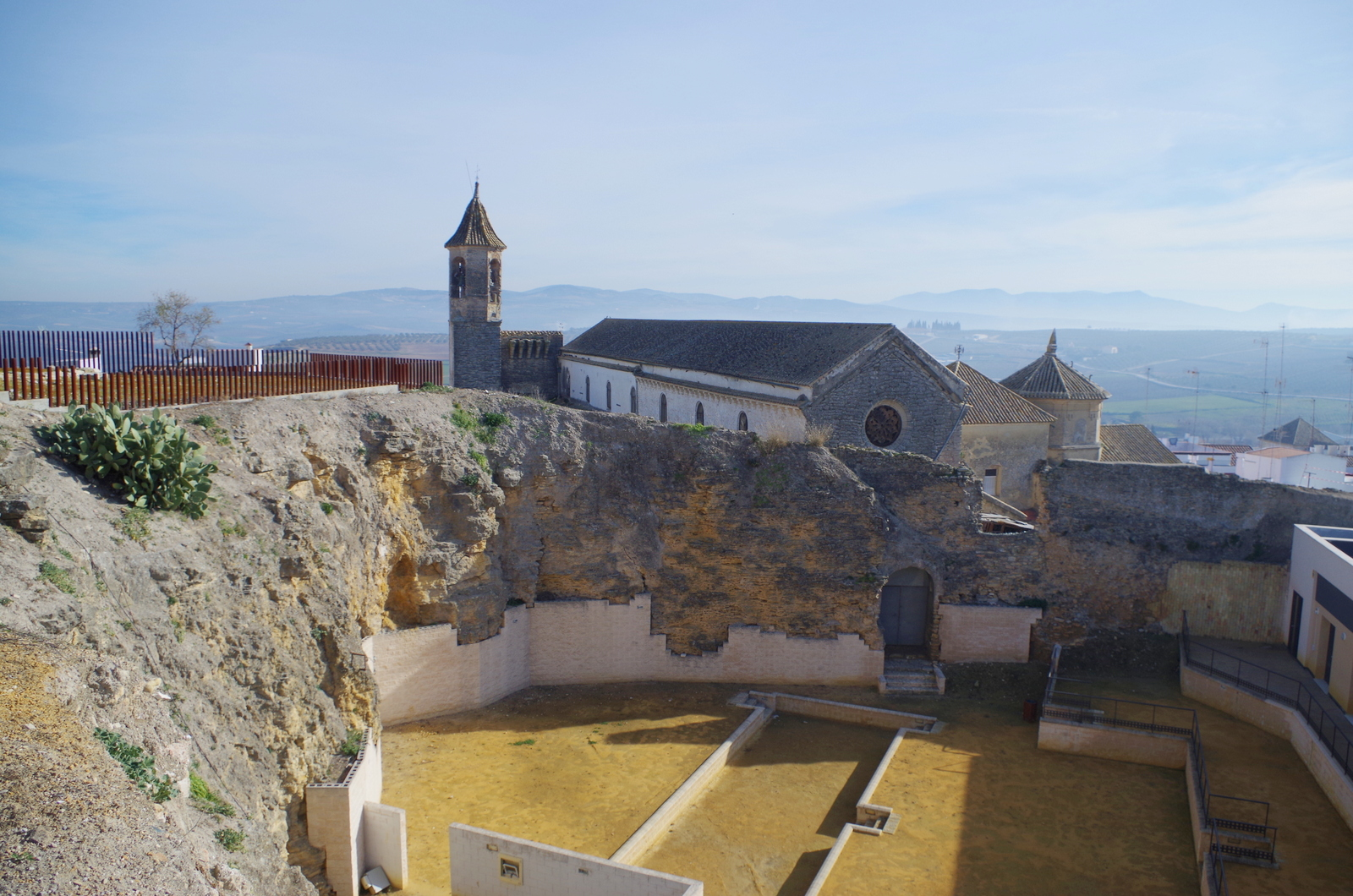
Ruinas del castillo de Aguilar de la Frontera

### Orígenes y primeros años
Posiblemente originario de Aguiar da Pena, topónimo que sus ancestros tomaron como apellido, en el reino de Portugal, Gonzalo Yáñez de Aguilar era hijo de Juan Gómez Dovinhal, III señor de Obiñal, y de Maria Pires de Aguiar.  Esta filiación lo convertía, así, en primo hermano de Pelayo Pérez Correa, maestre de la Orden de Santiago.
La historiografía considera que pasó al reino castellano durante el reinado de Fernando III de Castilla, escapando de las alteraciones que tuvieron lugar en Portugal a raíz de la deposición de Sancho II. Sin embargo, su actuación en el reino vecino es anterior a la revuelta contra el monarca portugués (1246). De hecho, las primeras reseñas históricas le sitúan en el cerco de Martos, donde penetró con setenta caballeros, mientras que un tal «Gonçalo Ivañez» aparece en los repartimientos de tierras en Baeza y Úbeda, ciudades reconquistadas en 1226 y 1233, respectivamente.
Años más tarde, Gonzalo acompañó al infante Alfonso, futuro rey de Castilla, cuando debió tomar posesión de Murcia en nombre de su padre. También aparece, en un documento expedido por el infante el 5 de julio de 1243, desempeñando las tenencias de Hellín e Isso, y hasta es posible que haya ostentado el cargo de comendador de la Orden de Santiago.

### Participación en los repartimientos de tierras
Integró el ejército que puso cerco a Sevilla entre 1247 y 1248 y, una vez reconquistada la ciudad, recibió en Plan (término de Gencera) un donadío de 100 aranzadas y 10 yugadas, el cual posteriormente el rey bautizó con el nombre de Villa Hermanos. Aparece, junto con su primo hermano Pelayo Pérez Correa, en la referencia posterior al repartimiento de la ahora mencionada «Jauçena», donde obtiene 100 aranzadas y 10 yugadas en Almanzona —las cuales el 1 de octubre de 1270 dona al monasterio de Valbuena— y en una lista «ricos omes» que recibieron un heredamiento de 10 yugadas en el término de Aznalcázar.
Con respecto a su participación en el repartimiento de Córdoba, un documento del 28 de septiembre de 1265 explica que el arcediano de Belmez, Ibáñez, donaba al deán y cabildo de dicha ciudad unas casas con sus tiendas y bodegas que poseía en la collación de Santa María, todas propiedades que lindaban con las casas de un tal «Gonçalvo Ivannez de Aguilar». Según Fernández González y H. David, el biografiado se hizo con dichas casas en 1265, aunque no hay prueba alguna de que esto haya sido así. Nieto Cumplido también refiere que, en mayo de 1253, el caballero Gonzalo Yáñez de Aguilar participó en el repartimiento de Sevilla como «conquistador y vecino de Córdoba». Lo cierto es que, a la luz documental, las genealogías no mencionan su intervención en la reconquista de Córdoba, y tampoco se han conservado los repartimientos urbanos de esa ciudad como para ofrecer una respuesta satisfactoria a la cuestión. Tan solo dos de sus nietos aparecen mencionados en el «Libro de diezmos de los donadíos de la Catedral de Córdoba», que hace una relación de los donadíos rurales concedidos en la época.
Igual de incierta es su participación en el repartimiento de Baena, ciudad que, tras la rebelión musulmana de 1264, comenzó a ser repoblada con cristianos en 1266.  De acuerdo a un documento del 26 de marzo de dicho año, el rey Alfonso X hizo donación a «Gonzalo Ivannez» de unas casas en la collación de San Salvador, seis aranzadas de viña en Villanueva, sesenta pies de olivar, seis yugadas de heredad y aranzada y media de huerta, con la obligación de residir en Baena dispuesto de caballo y arma y la de no enajenarla antes de cumplirse dos años. Sin embargo, ante la falta del apellido del beneficiario y de más documentación sobre la zona, su identificación con el caballero Gonzalo Yáñez de Aguilar es inverificable.
Otras menciones aparecen en distintos repartimientos llevados a cabo en Andalucía. En el reparto de Jerez de la Frontera (1264), un tal «Gonçalo Yannez» y su esposa «donna Yllana» recibieron casas en la collación de San Mateo, aunque por una cuestión cronológica es imposible que se trate del trovador y su consorte. En el mismo repartimiento, además, figuran «Gonçalo Yvannez», recibiendo unas casas, y otro con idéntico nombre, en la collación de San Dionisio, aunque muy difícilmente alguno de ellos se trate del biografiado. Lo mismo ocurre con la aparición de un «Ibáñez de Aguilar» en la nómina de pobladores del Puerto de Santa María.

### Concesión del señorío de Aguilar y acuerdos con la mitra cordobesa
El 16 de abril de 1257, en razón de los «muchos seruicios» que le había hecho Gonzalo Yáñez, Alfonso X decidió concederle la villa de Aguilar, en el alfoz de Córdoba, junto con su castillo, los recursos de la tierra y los derechos que le correspondían ordinariamente al monarca. Gonzalo recibía esta merced por juro de heredad y sin limitación alguna en cuanto a la posibilidad de venderlo o enajenarlo, salvo a orden religiosa o a extranjeros. No obstante, en el documento se dejaba en claro que la donación era, al mismo tiempo, una permuta en la cual Alfonso X recibía, a cambio, el «castiello de Puentes e de Negara e de todo quanto heremiento e de quanto derecho e de quanto sennorío havedes vos e vuestra mujer doña Joana por razón del heredamiento en el infantadgo en el regno de León» y la renuncia, por parte del beneficiario, de 2000 maravedíes anuales de renta que el propio monarca, en tierra de Toledo y también en tierra de León, le había asignado a él y a su esposa Juana. La entrega de Aguilar —que recibió esta nueva denominación en memoria de su procedencia— venía a compensar pero también a aumentar el patrimonio de Gonzalo Yáñez, pues en el documento se aclara que la villa vale más que todos esos otros bienes mencionados.
Varios años después, el 26 de mayo de 1274, Alfonso X autorizó a que Gonzalo Yáñez pueda formar mayorazgo de sus villas de Aguilar y Monturque, transmisible a su hijo legítimo primogénito, facultándole para que, a falta de hijos varones, pudiera derivar hacia la mayor de sus hijas o, en su defecto, al pariente varón legítimo más cercano y estableciendo la prohibición de separar las dos villas citadas, que habrían de ir unidas.
El 6 de abril de 1260, el primer señor de Aguilar hizo un acuerdo con el obispo de Córdoba, Fernando de Mesa. De esta manera, Gonzalo Yáñez se comprometía a:
- Fomentar la repoblación de la villa con cristianos, sin por ello descuidar la presencia musulmana. Se proporcionaría «las dos partes de los heredamientos de Aguilar e de su término que tenían moros», para que «pueblen y cristianos e que fagan iglesias en que Dios sea servido».
- Costear el mantenimiento de los clérigos y los gastos que se derivasen del culto cristiano (incluyendo la construcción de iglesias).
- Proporcionar cuantos elementos fueran necesarios para el culto.

A cambio de todo ello, el obispo y el cabildo cordobés concedían a Gonzalo la mitad de los diezmos y primicias obtenidas de los fieles de todas las iglesias de Aguilar y de su término, la mitad de todos los diezmos del ganado y la misma proporción de las ofrendas de pie de altar y otras rentas vinculadas al ejercicio del culto cristiano. Además, respetaban el derecho del señor de Aguilar y sus sucesores a la hora de presentar los clérigos que debían regentar las iglesias del señorío.
El 28 de abril del mismo año, la mitra cordobesa modificó el acuerdo e hizo entrega, en concepto de préstamo y solamente por dos generaciones, de todo el derecho que el obispo y el cabildo poseían en el caso concreto de las ofrendas de pie de altar, los mortuorios, las confesiones y los «annales que dan por los muertos». A cambio, Gonzalo debía darle un heredamiento que rentase 100 maravedíes alfonsíes al año o, en otro caso, satisfacer dicha cantidad en metálico, lo cual le permitiría obtener la capilla de San Juan Bautista, en la catedral cordobesa, para su entierro y el de su esposa, Juana. El 4 de abril de 1262, finalmente, se modificó este último convenio al acordar que los restos de Juana fuesen trasladados a la capilla de San Clemente, a la vez que el señor de Aguilar donaría a la catedral, cada vez que contrajese matrimonio, «los pannos mejores que yo uistiere a mis bodas», así como una serie de objetos suntuarios que debían integrarse en el tesoro de la catedral y constituirse como bienes inalienables.

### Últimos años
Como consecuencia de la revuelta mudéjar de 1264-1266, se mantuvo junto al rey Alfonso X en la conquista de Murcia. Aparece confirmando privilegios reales de este monarca y, posteriormente, de Sancho IV, cuyo ascenso al trono apoyó al unirse a la rebelión nobiliaria comenzada en 1275. Murió, al parecer, combatiendo al lado del futuro Sancho IV en una acción militar que se desarrolló a las puertas de Granada, cerca del año 1283. Su cuerpo fue trasladado a Córdoba y sepultado en la capilla real de San Clemente de la catedral de Córdoba por merced de Alfonso X.

## Trovador
Gonzalo fue también un poeta preciosista y trovadoresco que se destacó en el cancionero medieval de la época tanto por sus cantigas de amigo y de amor como por cantigas llamadas de cantigas de escarnio o maldecir. En sus composiciones, cumple las normas rígidas de las trovas, un género literario poético surgido en la Edad Media (siglos xii/xiv), como producción de trovadores hidalgos, de cuño popular y versos cortos (redondillas), las cantigas galaico-portuguesas. Estas obras poéticas son hechas generalmente para ser musicadas, tocadas y danzadas.
Se conservan 17 obras: siete cantigas de amigo y diez cantigas de escarnio y maldecir. Su obra fue objeto de estudio por la doctora en Filología Románica Antonia Viñez Sánchez.

## Matrimonios y descendencia
Contrajo un primer matrimonio con una dama llamada Juana, de posible procedencia leonesa, que falleció en algún momento entre 1257 y el 28 de abril de 1260. Con ella tuvo a:
- Gómez González de Aguilar, fallecido después de 1270 y antes que su padre.

Se casó en segundas nupcias con Berenguela de Cardona, hija  —según algunos genealogistas— de Ramón Folch de Cardona. Su primera aparición documental tiene lugar en 1270, cuando figura entre los suscriptores de una donación que Gonzalo Yáñez, ese mismo año, hizo al monasterio de Valbuena. De este matrimonio nacieron:
- Gonzalo Yáñez, II señor de Aguilar,[28] quien contrajo matrimonio con María González Raposo, hija de Gonzalo Ibáñez de Meneses y Urraca Fernández de Lima, así como bisnieta de Alfonso Téllez de Meneses.[35]

- Leonor González (o Yáñez), probablemente esposa de Bernardo I de Cabrera y madre de Bernardo II de Cabrera, el Gran Privat de Pedro IV de Aragón, quien en 1343 reclamó el señorío de Aguilar una vez que se había extinguido el linaje de Gonzalo Yáñez.[27]